# 蓋剛
蓋剛（日文：ガイガン/平假名"Gaigan"/英文：Gigan)，是哥吉拉系列電影中的生化改造怪獸。

## 特徵
蓋剛的頭部像鳥，紅色眼睛上方有一個亮點，能放出雷射，但是初代蓋剛在電影中不曾使用，許多哥吉拉遊戲卻幾乎都有此招。在胸部到腹部有一條鏈鋸，四肢前端都呈尖勾狀，可以用來攻擊敵人。蓋剛具飛行能力，但薄弱的雙翼似乎不是牠的動力來源，電影中能看見由羽翼部噴射出來的氣流，最高速度設定為400馬赫，但在電影中似乎只有4馬赫。蓋剛是哥吉拉所遭遇最血腥的對手之一，曾使哥吉拉流血。
蓋剛的出場作品是1972年的《地球攻擊命令 哥吉拉對蓋剛》，以及隔年的《哥吉拉對梅加洛》，後來在2004年的《哥吉拉 最後戰役》裡再度出場，原始的勾爪改為更精細的鋼爪，並能發射鎖鏈捆住敵人，紅色的眼睛也會發射所謂的"擴散光線"。在遭到哥吉拉打敗後，頭部強化，雙手改造為鏈鋸，也能從胸口發射出高速鋒利的迴轉飛輪。

## 來源
蓋剛的原始種族不詳，可能是由某種外星生物改造而成。

## 登場作品

### 電影
1. 《地球攻擊命令 哥吉拉對蓋剛》（1972年）
2. 《哥吉拉對梅加洛》（1973年）
3. 《哥吉拉 最後戰役》（2004年）

### 電視劇
- 《流星人間ZONE》（1973年）

## 歷代蓋剛

### 初代蓋剛
- 身長：65m
- 體重：2萬5000噸
- 登場電影：《地球攻擊命令 哥吉拉對蓋剛》、《哥吉拉對梅加洛》

### 二代目蓋剛
- 身長：120m
- 體重：6萬噸
- 登場電影：《哥吉拉 最後戰役》

## 外部連結
- 其他登場怪獸資料庫 （页面存档备份，存于）